# FLSmidth
FLSmidth & Co. A/S (llamada también FLS) es una empresa de tecnología multinacional de origen danés, cuya base de operaciones están en Copenhague, Dinamarca. Con más de 10.977 empleados en el mundo, entrega equipos y servicios a las industrias de minería y cemento. Para la industria minera, la empresa ofrece tecnología para la minería de cobre, oro, níquel, zinc y litio; y para la industria del cemento, tecnología para la producción de este material. FLSmidth cotiza en NASDAQ OMX Nordic Copenhagen (la antigua Bolsa de Copenhague) en el índice C25 y posee oficinas en más de 60 países del mundo.
En 2019, mediante el compromiso de sustentabilidad "MissionZero", FLSmidth se comprometió a ofrecer tecnologías para acelerar el avance de la minería y el cemento hacia las cero emisiones para el año 2030. Las operaciones mineras y cementeras tienen un gran impacto sobre el medioambiente y contribuyen con aproximadamente el 10 % de las emisiones globales de CO2. A pesar de que la empresa ya posee gran parte de la tecnología necesaria para ayudar a ambas industrias a reducir sus emisiones, seguirá desarrollando nuevas tecnologías mediante asociaciones de I+D con clientes, universidades, start-ups y empresas de diferentes industrias.
En 2021, FLSmidth se adhirió a la iniciativa de objetivos basados en la ciencia, lo que le significó obtener validación para objetivos específicos relacionados con la sustentabilidad y según el escenario más ambicioso del Acuerdo de París de 2015, el que tiene como objetivo limitar el aumento de la temperatura global a menos de 1,5 °C.
En 2022, FLSmidth adquirió Mining Technologies, la división minera de la empresa alemana thyssenkrupp, la que corresponde a la mayor adquisición realizada por la empresa. Con esto, FLSmidth se convierte en el proveedor líder mundial de tecnología y servicios para la industria minera mundial. Luego de la integración de Mining Technologies, la proporción de los negocios de FLSmidth relacionados con la minería aumentó a un 65% de las operaciones totales de la empresa.
En 2023, FLSmidth anunció la división de sus operaciones en dos entidades independientes en una estrategia conocida como pure play. Las divisiones de Minería y Cemento operarán separadamente, cada una contará con su propia estrategia de negocio y estructura organizacional.

## Empresas del Grupo
Algunas empresas que forman parte del grupo FLS son:
- FLSmidth Airtech, dedicado a sistemas de colectores de polvos.
- FLSMidth Materials Handling, para transporte de materiales.
- FLSmidth Automation, dedicada a la automatización y sistemas de control automático
- FLS Airloq, sistemas de monitoreo de emisiones
- FFE Minerals, equipamiento para mineras
- Kovaco Materials Handling, transporte de materiales, Noruega
- MAAG Gear, cajas de transmisión industriales, Suiza
- MVT Materials, transporte de materiales, Alemania
- Pfister, sistemas dosificadores, Alemania
- Ventomatic, equipamiento para plantas de envasado, Italia